# Programari piratejat

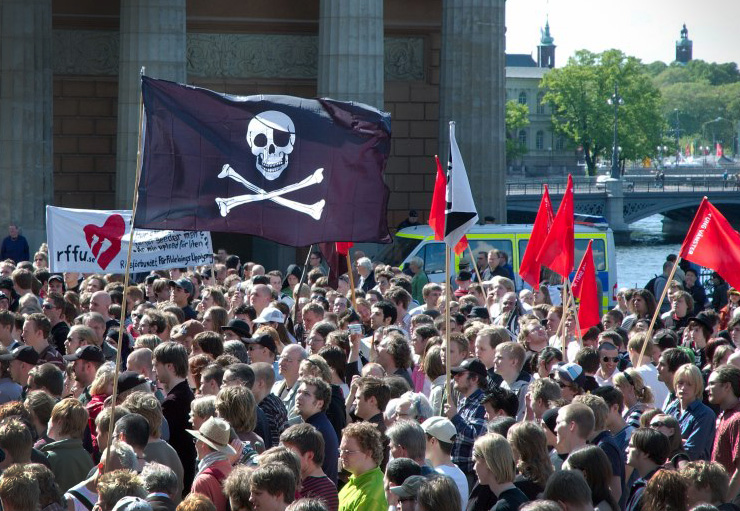
Manifestació en suport del fildelning (l'intercanvi de fitxers, incloent el programari piratejat), a Suècia el 2006.

El programari piratejat (en anglés warez, per la part final de la paraula software programari) es refereix principalment al material sota drets d'autor distribuït amb infracció al dret d'autor. El terme es refereix generalment a distribucions il·legals de grups o persones, en contraposició a l'acció de compartir arxius client-a-client (P2P), o entre amics o grans grups de persones amb interessos comuns usant una Darknet (xarxa no oficial). Normalment no es refereix a la guerra contra el programari comercial. El terme en anglés va ser creat inicialment per membres de diversos cercles informàtics clandestins, i deriva de la paraula software, però des de llavors s'ha convertit en un terme comú en l'argot d'Internet.
El terme falsificació s'utilitza de manera comuna per a referir-se a l'"ús no autoritzat de la propietat intel·lectual", on "no autoritzat" es refereix a la falta d'autoritat proporcionada pel posseïdor dels drets d'autor; d'ús sota la jurisdicció de l'autoritat legal en la qual recau.

## Falsificació de productes
Abans de l'arribada dels ordinadors i el programari, la falsificació existia i era comuna, encara que no sempre orientada a obtenir beneficis. Durant la dècada de 80, un dels més famosos productes falsificats van ser les camises Lacoste. Aquest tipus de productes encara continua sent un dels productes més falsificats per organitzacions il·legals, grups habitualment de països com la Xina, Hong Kong, Taiwan, Tailàndia, i Rússia. Aquests grups produeixen il·legalment milions de còpies falsificades de roba, productes electrònics, microxips, música (CDs), VHSs i DVDs de pel·lícules, i aplicacions de programari.
Mentre que la majoria de les còpies de programari són produïdes en factories asiàtiques, la seua distribució sovint comença en les nacions del primer món com els EUA o Europa Occidental, on estan situats la majoria dels productors internacionals de programari privatiu. Aquestes còpies falses són regularment venudes als carrers de les ciutats al llarg i ample de Sud-amèrica, l'Àsia, l'Orient Mitjà, i l'Europa Oriental. En alguns continents aquestes són revenudes. Mentre que la venda de còpies pirates és menys comuna en nacions occidentals, la seua popularitat està creixent. En les nacions occidentals, els productes falsos són normalment venuts en àrees específiques, com Chinatown a Nova York i en el suburbà Pacific Mall de Toronto. Als països asiàtics els articles falsos poden ser venuts a les botigues, aquest mètode de distribució és estrany en països occidentals i nord-orientals.

### Falsificació de programari
Els grups de pirates de programari reparteixen les tasques entre els seus membres eficientment. Aquests membres estan majoritàriament en països de primer món on hi ha disponibles connexions d'alta velocitat a Internet i potents ordinadors. Els grups de furoners solen ser menuts. Només unes poques persones tenen la capacitat de fer aquest tipus de treballs, atès que les capacitats de programació requerides per a l'enginyeria inversa i per a fer el pedaç del codi poden prendre molt de temps.

#### Història
A principis de 90 la falsificació de programari no era encara un problema seriós. El 1992, l'associació Software Publishers Association va començar una batalla contra la falsificació del programari amb el seu vídeo promocional "Don't Copy That Floppy". Aquesta i la The Software Alliance (BSA) han continuat sent les organitzacions antifalsificació més actives a nivell mundial, encara que per a compensar el gran creixement dels últims anys han aconseguit la col·laboració de la Recording Industry Association of America (RIAA), la Motion Picture Association of America (MPAA), així com de la American Society of Composers, Authors, and Publishers (ASCAP), i la Broadcast Music Incorporated (BMI).